# 鷲ヶ岳 (岐阜県)
鷲ヶ岳（わしがたけ）は、岐阜県郡上市と高山市にまたがる飛騨高地の標高1,671mの山。日本三百名山およびぎふ百山の一つに選定されている。別称は、「雲ヶ嶽」（雲ヶ岳　くもがたけ）、「雲ヶ峰」。

## 概要
第四紀前期の120万-107万年前ごろに形成された古い火山で、現在は浸食が進み火山の原型は残っていない。古生代から新生代の地層を基盤とし、それを新規安山岩が覆っている。ひるがの高原の南東に位置する。山頂部はクマザサで覆われている。山岳リゾートとして開発され、西斜面にはスキー場、ゴルフ場があり、ニューパークひるが野には別荘地があり避暑地となっている。西山腹の鷲ヶ岳スキー場には、ボーリングによる鷲ヶ岳温泉の施設がある。

## 山名の由来
山名の由来は、「1221年（承久3年）7月に藤原（鷲見）頼保が勅命によって、この近くに棲む大鷲2羽を退治して献上した」（鷲見大鑑）という伝説による。以後この雲ヶ峰が鷲ヶ岳がと呼ばれるようになったとされている。山麓には、高鷲町、鷲見川、鷲見、向鷲見、大鷲などの「鷲」を冠する地名が多い。

## 登山道
各方面からの登山道がある。残雪期に南側の白尾山から稜線伝いに登られることもある。登山道の周辺にはクマザサが生い茂っていて、コブシ、ブナなどの広葉樹林が点在する。山頂からは、白山、大日ヶ岳、御母衣湖、北アルプス、御嶽山などが眺望できる。
鷲ヶ岳スキー場からのルート
鷲ヶ岳スキー場 - 三等三角点（1,403.12m、点名は桑ヶ洞） - 一服平（四等三角点、1460.43m、点名は一ぷく平） - 顕彰堂 - 鷲ヶ岳
桑ヶ谷林道からのルート
桑ヶ谷林道  - 一服平 - 顕彰堂 - 鷲ヶ岳
一色国際スキー場からのルート
一色国際スキー場  - 林道 - 北東尾根 - 鷲ヶ岳
立石キャンプ場からのルート
立石キャンプ場  - 北尾根 - 鷲ヶ岳

## 地理
南北に尾根が延びその東側が高山市荘川町（旧荘川村）、山頂から西に尾根が延びその北側が郡上市高鷲町（旧高鷲村）、その南側が郡上市白鳥町（旧白鳥町）である。明治初年ごろまで鷲ヶ岳と烏帽子岳との鞍部を通り、高山市荘川町一色と郡上市明宝寒水（かのみず）奥の宮を結ぶ「荘川道」が利用されていた。

### 周辺の山
両白山地の大日ヶ岳の東南東に位置し、尾根の南側には白尾山がある。
| 山容                                                          | 山名     | 標高 (m) | 三角点等級 基準点名 | 鷲ヶ岳からの 方角と距離(km) | 備考                        |
| ------------------------------------------------------------- | -------- | -------- | ------------------- | --------------------------- | --------------------------- |
| 白尾スキー場から望む両白山地の別山と白山（2008年3月23日）     | 白山     | 2,702.17 | 一等 「白山」       | 北西 29.9                   | 両白山地の最高峰 日本百名山 |
| 白尾山から望む大日ヶ岳、東面にダイナランド（2008年3月23日）   | 大日ヶ岳 | 1,708.87 | 一等 「大日ケ岳」   | 西北西 13.9                 | 日本二百名山                |
| 白尾山から方面望む鷲ヶ岳（2008年3月23日）                     | 鷲ヶ岳   | 1,671.48 | 三等 「鷲ヶ岳」     | 0                           | 飛騨高地 日本三百名山       |
| 白尾スキー場から望む白尾山（2008年3月23日）                   | 白尾山   | 1,612.46 | 三等 「白尾」       | 南 2.4                      | しらおスキー場              |
| 鷲ヶ岳から望む烏帽子岳、遠景は乗鞍岳と御嶽山（2008年3月23日） | 烏帽子岳 | 1,625.25 | 二等 「奥住」       | 東南東 2.5                  | めいほうスキー場            |

### 源流の河川
以下の主な源流の河川は日本海と伊勢湾へ流れる。日本海側の庄川と太平洋側の長良川との分水嶺となる山。
- 一色川 - 庄川の支流
- 鷲見川、阿多岐川 - 長良川の支流

### スキー場

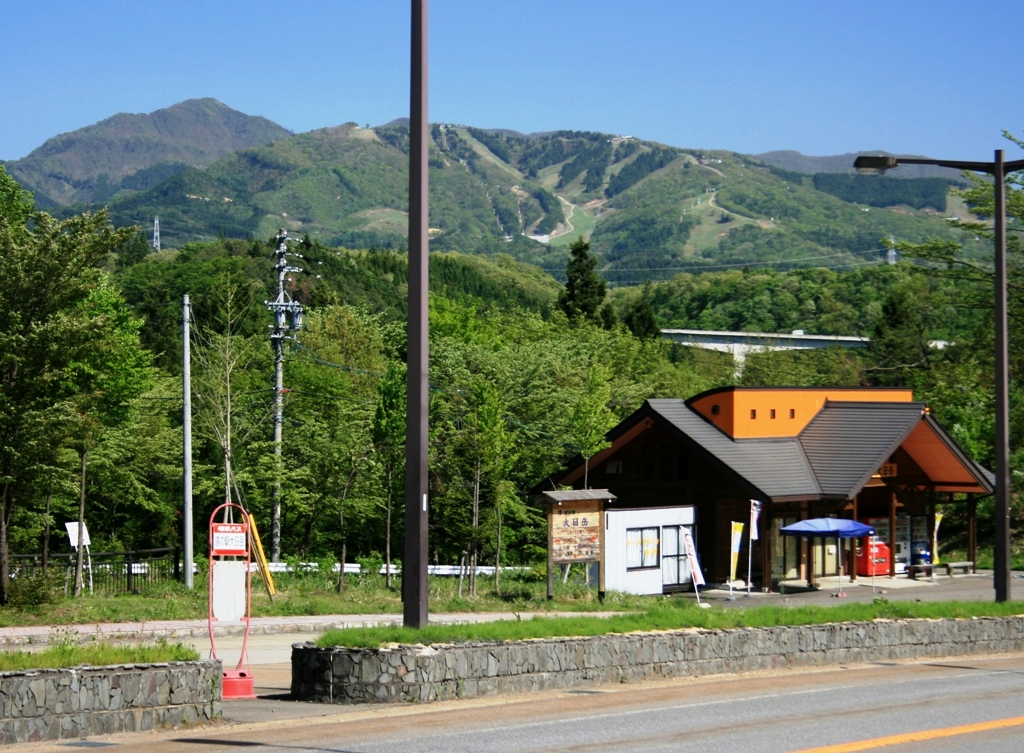
道の駅大日岳から望む鷲ヶ岳と西斜面にあるスキー場

周辺には以下のスキー場がある。
- ホワイトピアたかす
- 鷲ヶ岳スキー場
- しらおスキー場

### 交通・アクセス
岐阜県道316号鮎立恩地線と岐阜県道321号ひるがの高原線が西山腹を通過していて、「やまびこロード」と呼ばれている。その西山腹を東海北陸自動車道が通り高鷲インターチェンジが最寄りのインターチェンジである。西山麓を通る国道156号の道の駅大日岳からこの山を望むことができる。周辺の山域には林道が敷設されている。
- 長良川鉄道越美南線の終着駅である北濃駅の東13 kmに位置する[7]。
- 東海北陸自動車道高鷲インターチェンジの東8 kmに位置する。

## 鷲ヶ岳の風景

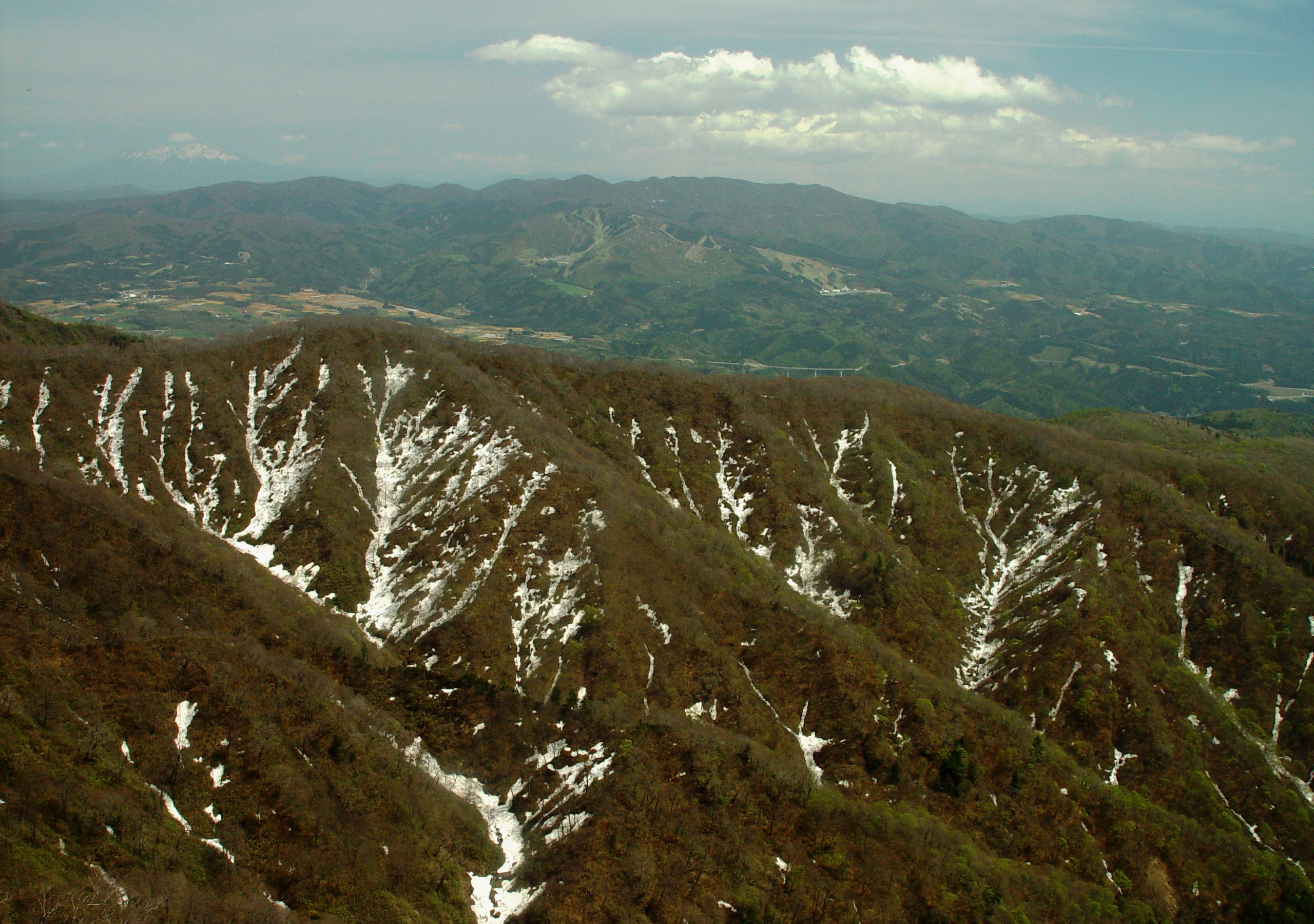
大日ヶ岳の鎌ヶ峰より
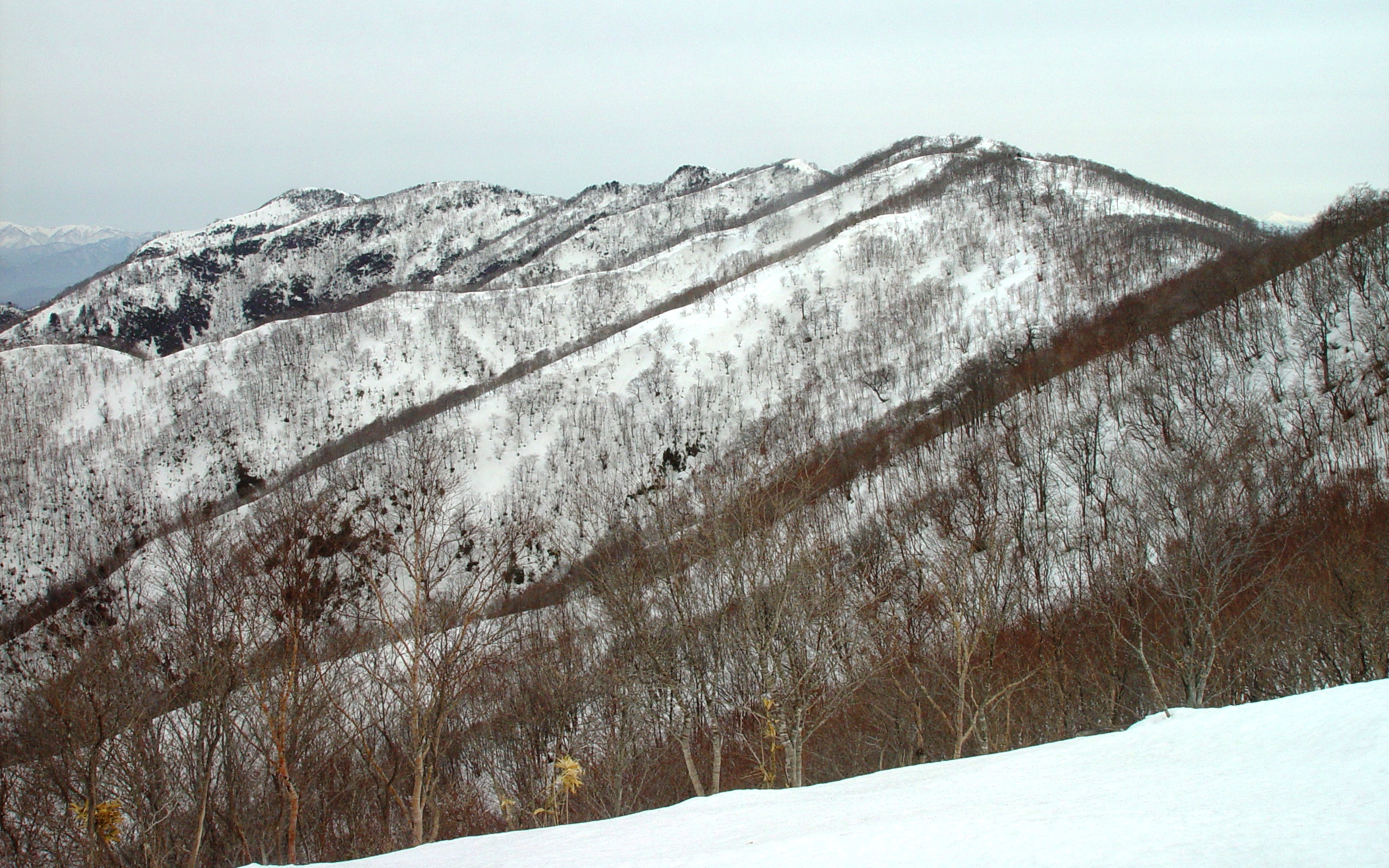
残雪期の白尾山より
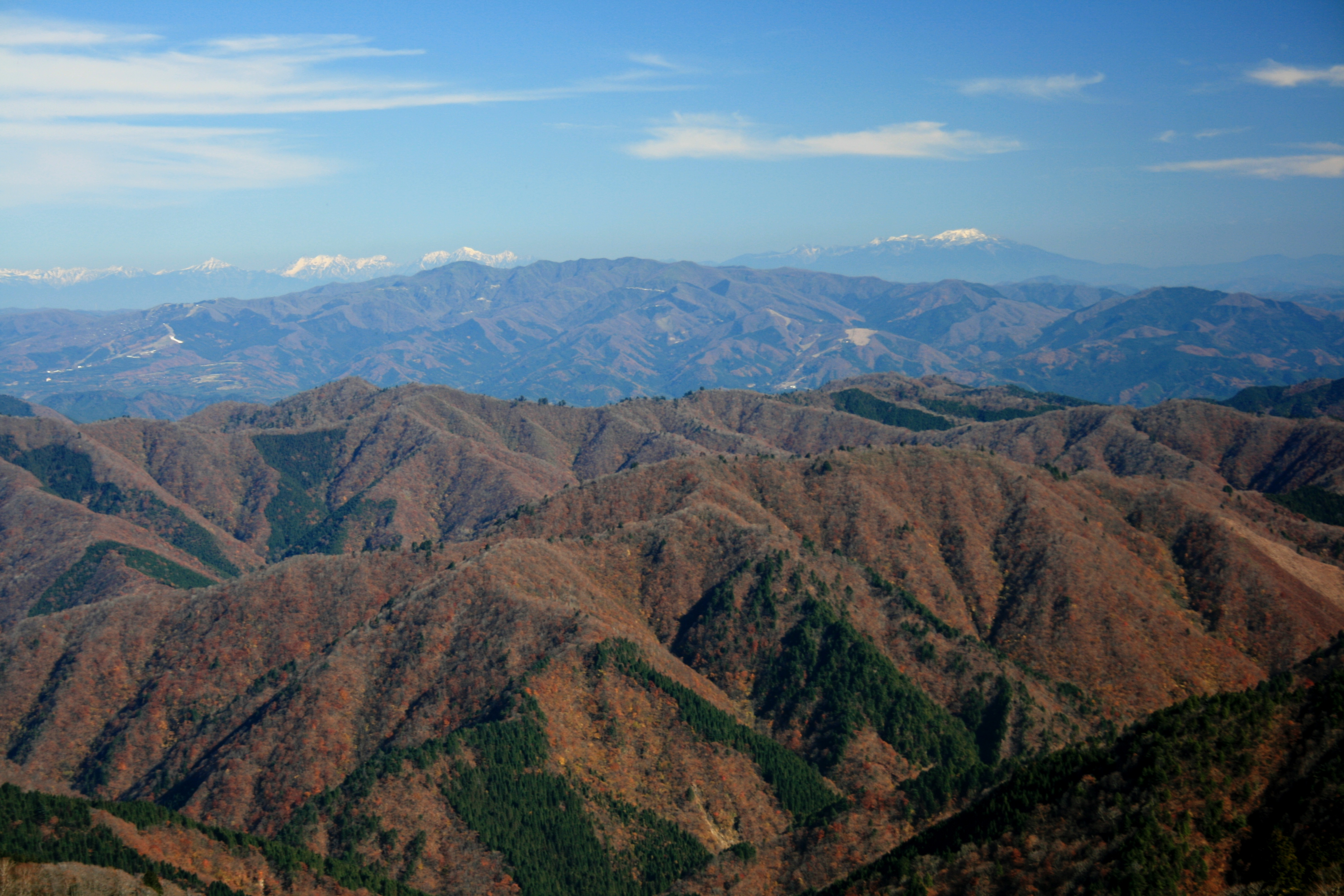
平家岳より（中央部）、遠景は穂高岳と乗鞍岳
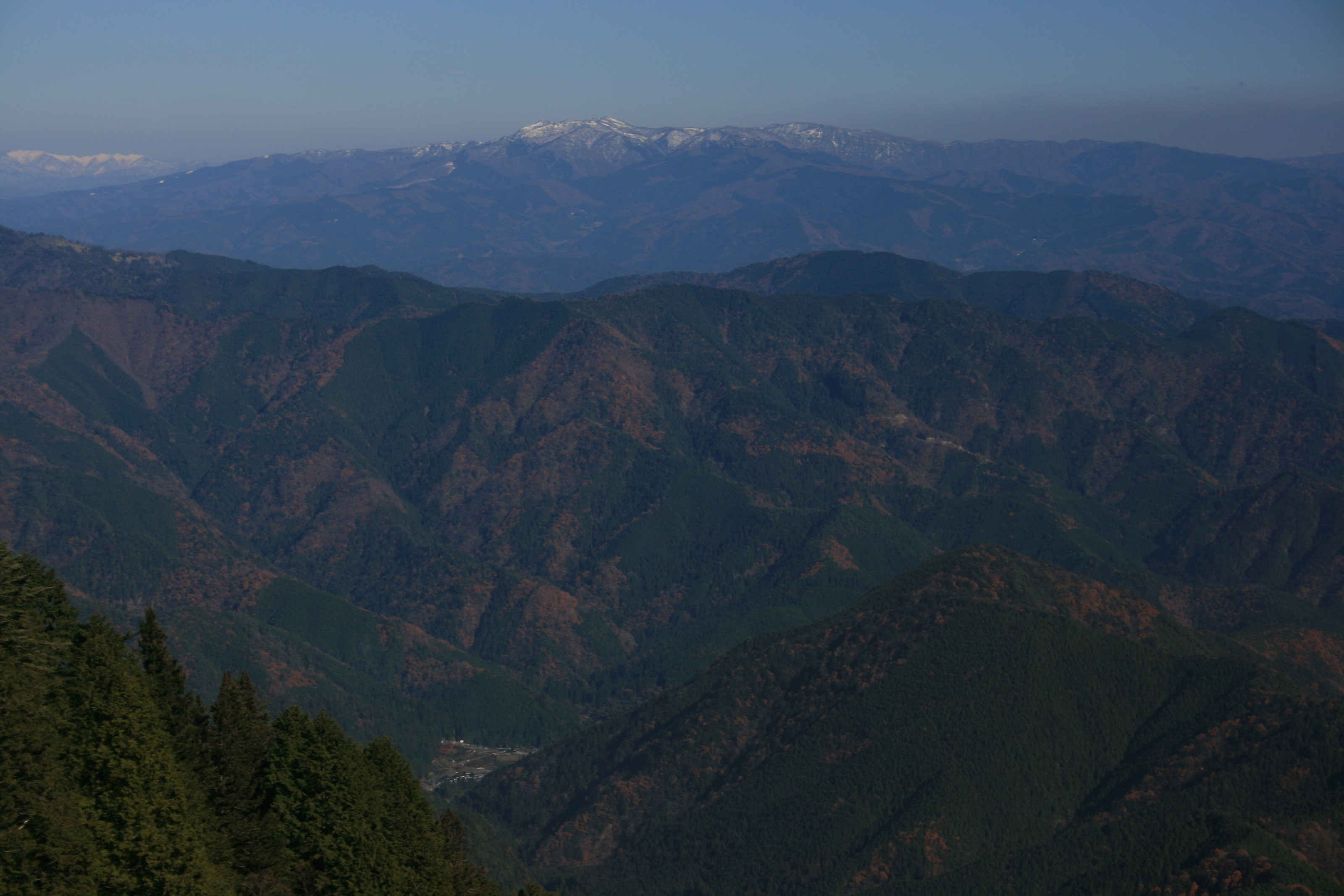
高賀山より（中央奥）

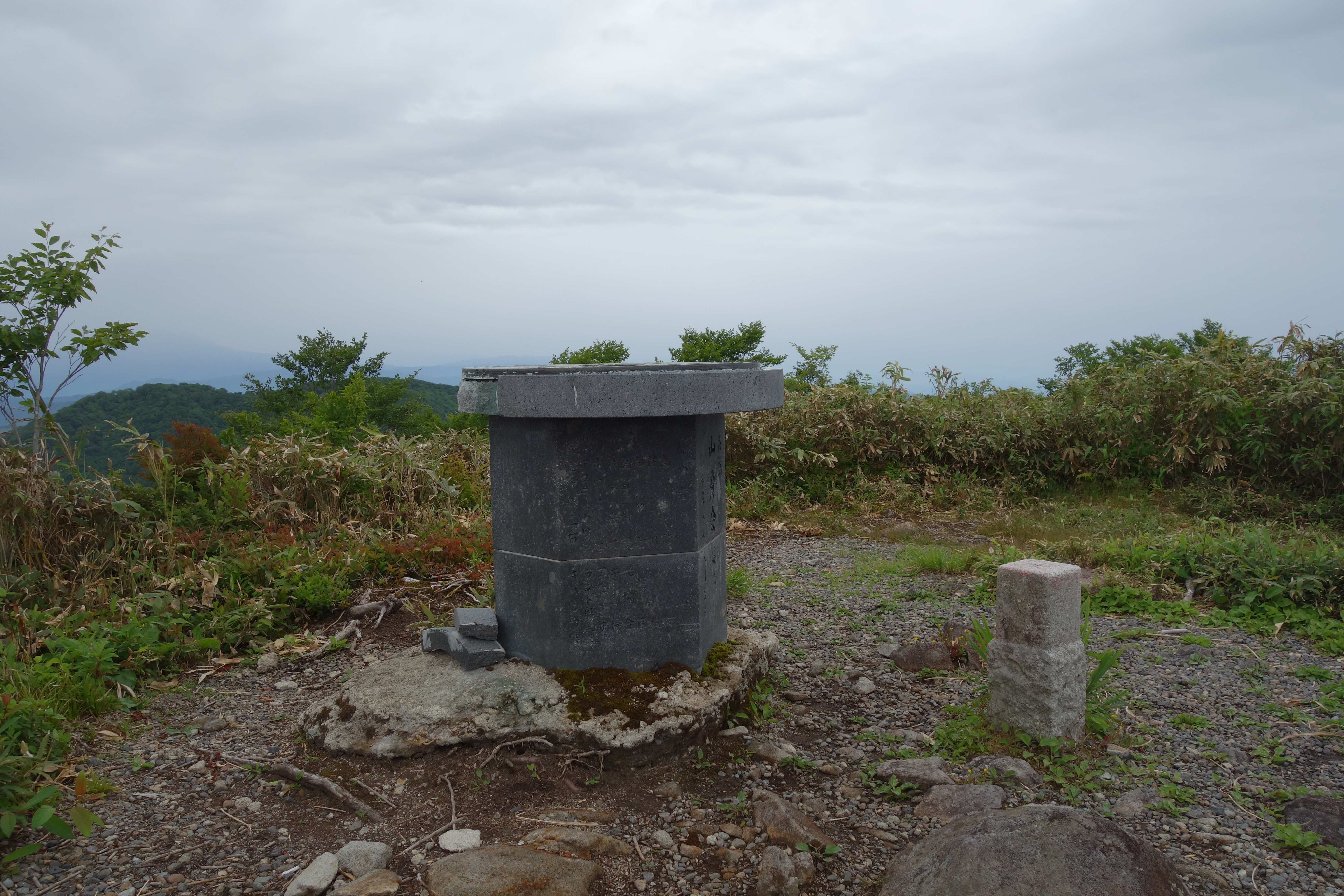
山頂の方位盤
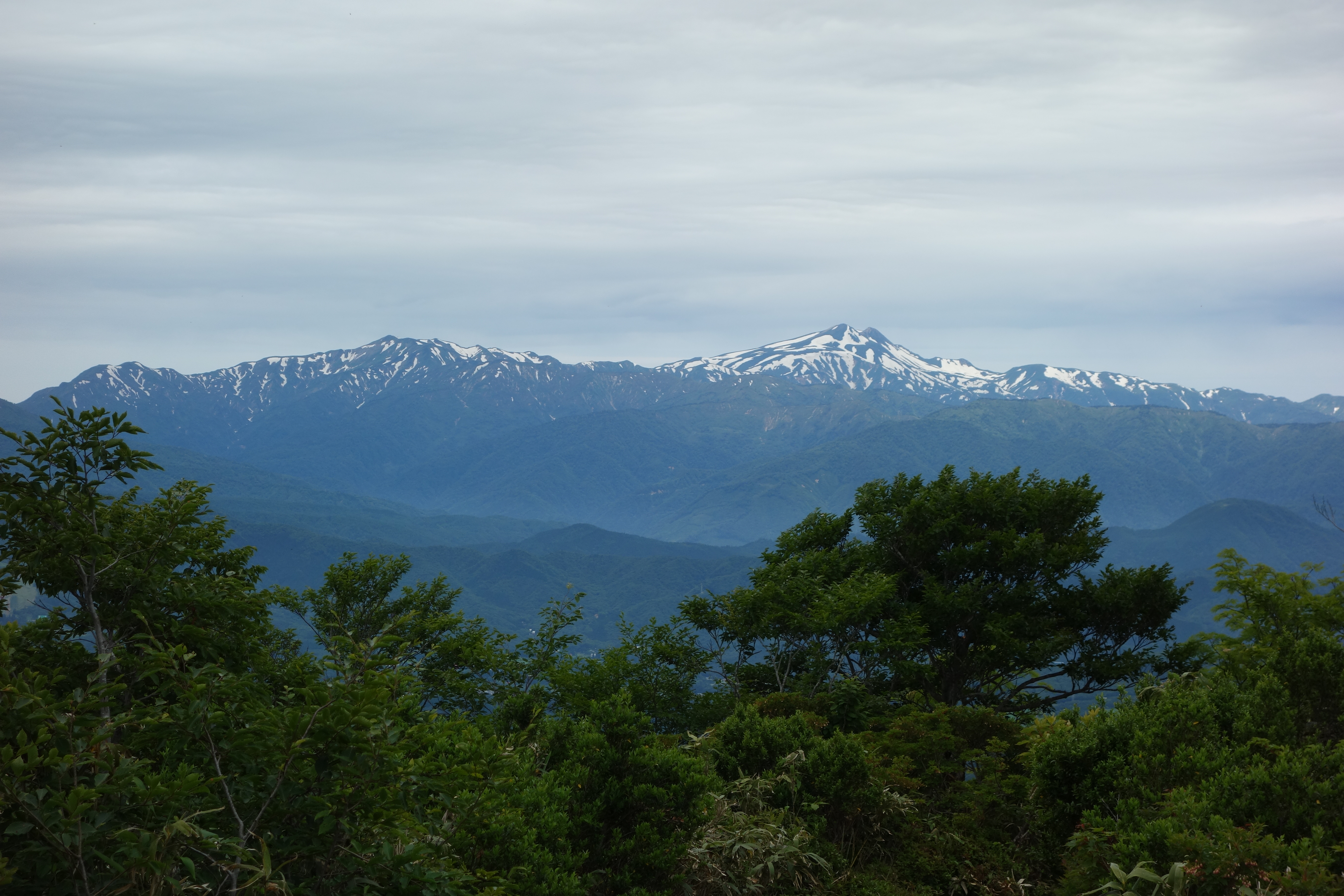
山頂から白山を望む
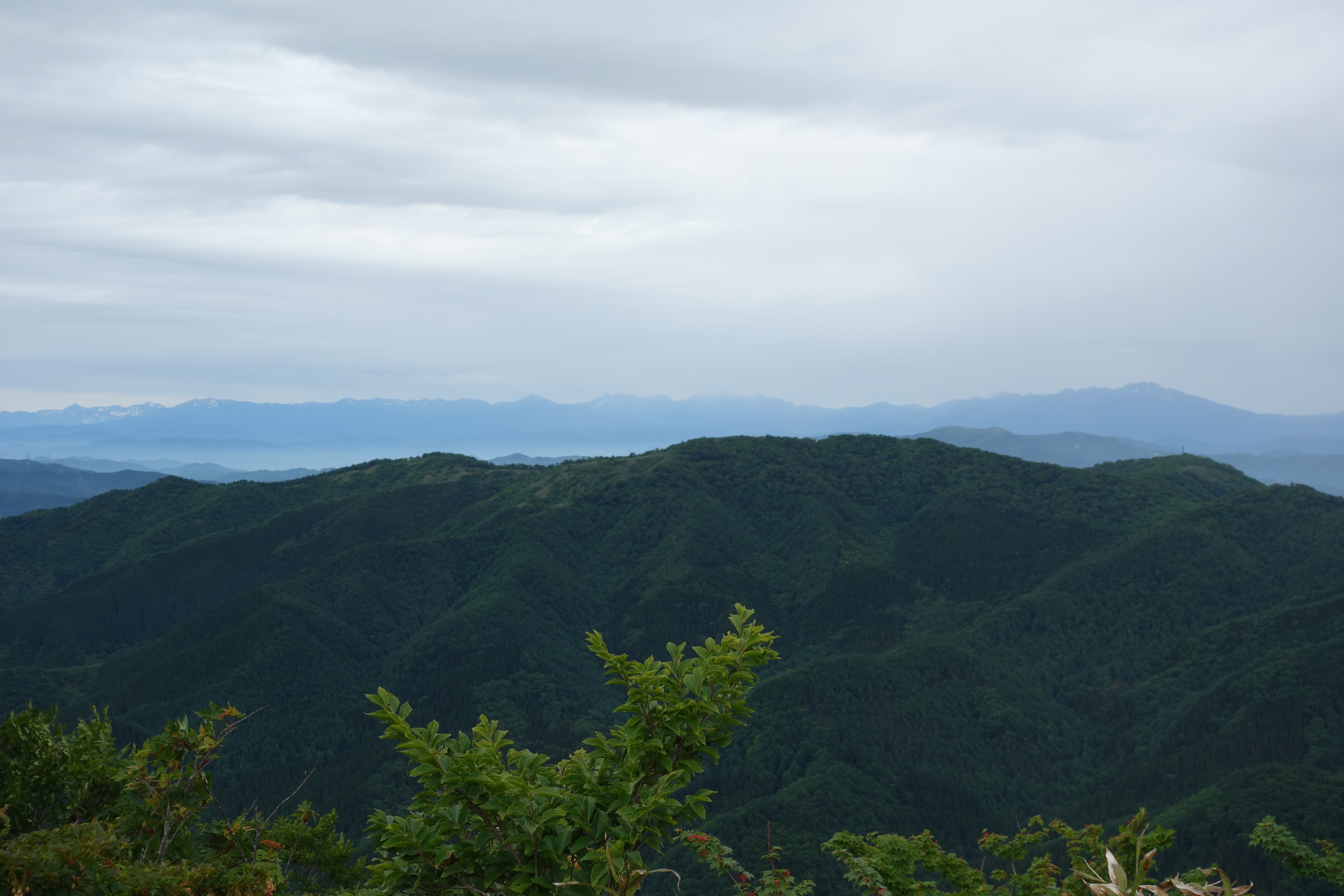
山頂から北アルプスを望む